# European Mobile Media Association
Die European Mobile Media Association (EMMA) wurde im Jahr 2000 in Deutschland mit dem Ziel gegründet, Automobil-HiFi- und Multimedia-Wettbewerbe durchzuführen. EMMA macht bis zu 400 Veranstaltungen pro Jahr in über 40 Nationen. Bei den Bewertungen geht es im Wesentlichen um die Qualität der Musikwiedergabe und der Installation der Komponenten. Zur Prüfung produziert EMMA in regelmäßigen Abständen eigene Test CDs mit speziellen Titeln, die einen Vergleich verschiedener Audio-Systeme ermöglichen. Dabei helfen über 1.000 ehrenamtliche Juroren, die insgesamt ca. 20.000 Fahrzeuge pro Jahr zu bewerten. Jedes Jahr findet ein Zusammentreffen der Head-Judges (ausgewählter internationaler Jurorenkreis) statt, bei dem Neuerungen an den Regularien sowie Vorschläge besprochen werden. Auch werden jedes Jahr in den einzelnen Ländern Juroren aus- und weitergebildet.
Weiterhin unterhält EMMA die EMMA Academy, ein Trainingszentrum, in dem Fachhändler, Einbauer, Mitarbeiter der Industrie und interessierte Car Audio Fans Technologien und Anwendungen in der Installation von Navigation und Unterhaltungselektronik erlernen können. Eine weitere Aufgabe der EMMA ist es, in Zusammenarbeit mit Messen, Sonderschauen zu den Themen Mobile Entertainment und Car Media zu organisieren.